# Pier van Blankenberge

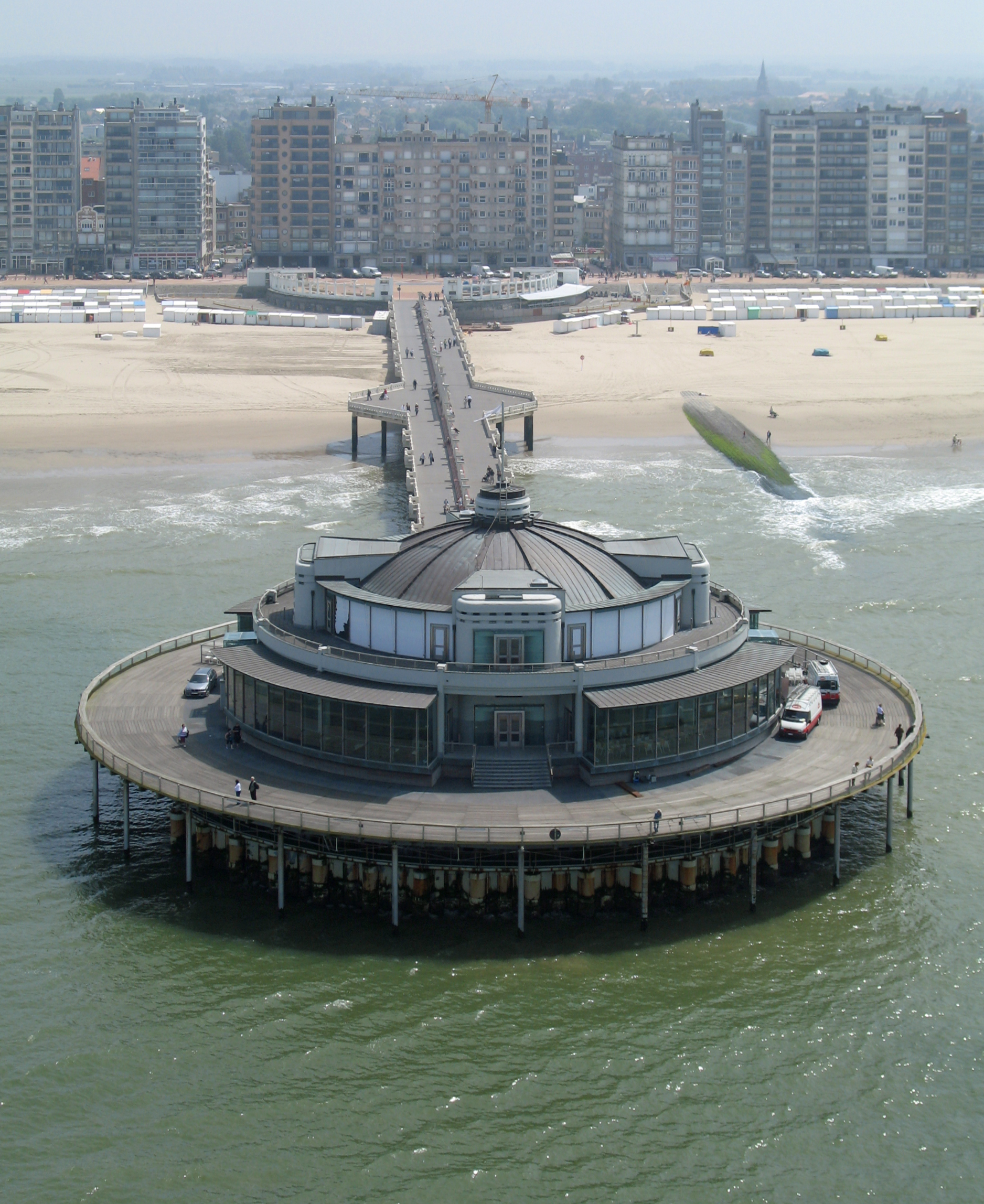
De pier van Blankenberge vanuit zee

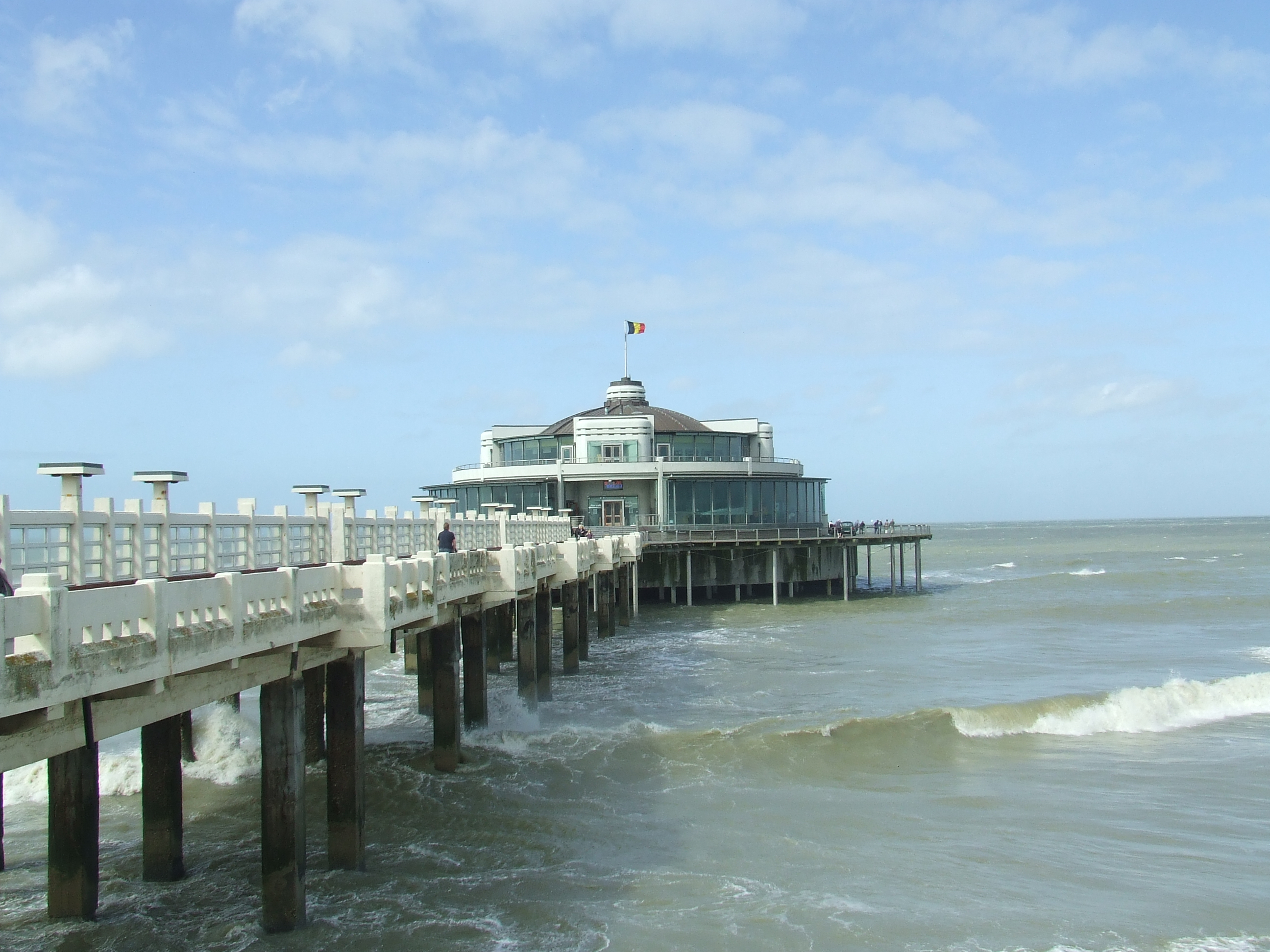
De pier vanop het strand gezien

De Pier van Blankenberge is gebouwd in 1933 naar een ontwerp van Jules Soete. Hij is gemaakt van beton en steekt 350 meter ver in de Noordzee. De Blankenbergse pier was de eerste aan de Atlantische kust van het Europese vasteland en heeft sedertdien enkel het gezelschap gekregen van Scheveningen.

## Geschiedenis
Het was een Londenaar, John Hendrey, die in 1873 een eerste voorstel deed aan de stad Blankenberge om een pier te bouwen ter hoogte van de Kerkstraat. Het stadsbestuur weigerde omdat de centrale inplanting de badplaats dreigde op te splitsen. Ook voorstellen uit 1881 (Tackels) en 1883 (James Brunlees) werden afgewimpeld.

### Eerste bouwsel (1894-1914)

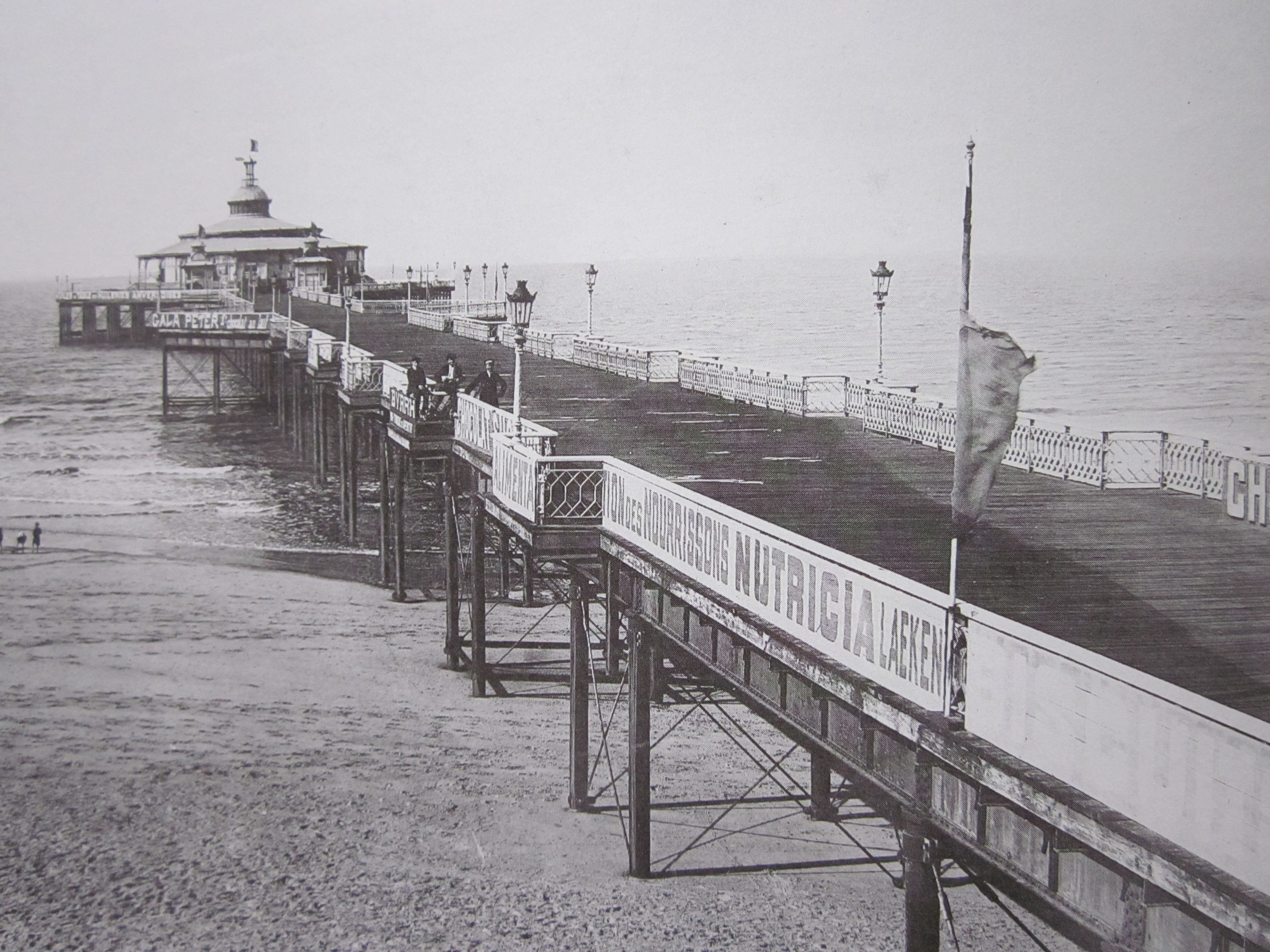
Eerste pier uit 1894

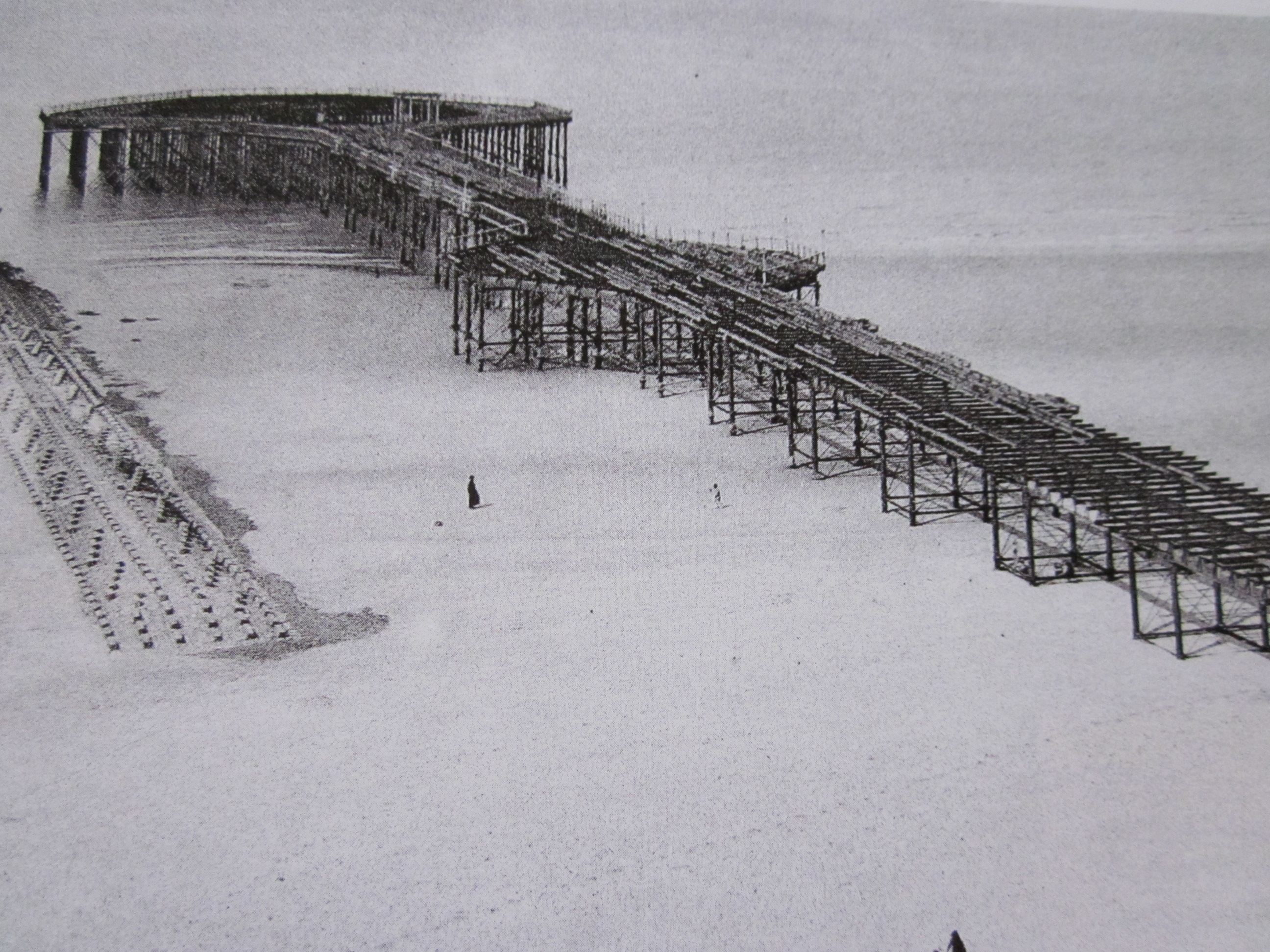
Ruïne van de eerste pier na de brand van 1914

Ingenieur E. Wyhowski (Brugge) en architect E. Hellemans (Elsene) werkten in 1888 een ontwerp uit voor een pier aan de oostzijde. Dit keer stemde de stad Blankenberge in met het voorstel van de Societe Anonyme du Pier de Blankenberghe. In februari 1894 ging aannemer Monnoyer aan de slag en reeds op zondag 12 augustus 1894 wandelden de eerste bezoekers over de gietijzeren pier in art-nouveaustijl. Het achtkantige platform aan het uiteinde droeg een elegant paviljoen uit glas en metaal.
De pier bleek een enorme trekpleister, maar zou nauwelijks twintig jaar blijven staan. Op 15 oktober 1914 werd ze door de Duitse bezetter in brand gestoken. De vernietiging werd voorgesteld als een defensieve maatregel.

### Tweede bouwsel (1933)
Na de Eerste Wereldoorlog zocht het stadsbestuur van Blankenberge een oplossing voor het lelijke skelet van de vernielde pier. Ze kochten het bouwwerk van de vroegere eigenaar voor een bedrag van 435 000 frank. Dankzij de schadevergoeding van 900 000 frank konden plannen gemaakt worden voor een nieuwe pier.
In 1930 besliste de stad om zelf de nieuwe pier te bouwen. Conducteur van Bruggen en Wegen Jules Soete, bijgestaan door de Gentse hoogleraar G. Magnel en de Gentse architect A. Bouquet, stelde een ontwerp op met art-deco-invloeden. De inhuldiging vond plaats op 9 juli 1933.
De eerste vier jaar huisde het pretpark Luna Staar op de pier. Vanaf 1938 kwam de concessie in handen van G. Mathonet en L. Van Bladel, maar het uitbreken van de Tweede Wereldoorlog kortte deze concessie drastisch in. Tijdens de Tweede Wereldoorlog bleef de pier intact, omdat de Duitse sergeant Karl-Heinz Keseberg het bevel van zijn oversten om de pier te dynamiteren negeerde. Tussen Keseberg en het Blankenbergse stadsbestuur is er nadien een vriendschapsband blijven bestaan. In 1994 werd hij zelfs gehuldigd.
Na de oorlog werd de pier omgedoopt tot Aquarama en van 1955 tot 1999 was het gebouw onderdeel van het Meli Park.
Tussen 1999 en 2003 werd de pier ingrijpend gerenoveerd nadat betonrot was vastgesteld. Als onderdeel van de renovatie werden bijkomende verdiepingen gebouwd in het water, wat noch de stabiliteit, noch de transparantie van de structuur ten goede kwam. In 2004 werd de pier beschermd als monument. De pier werd een ontspanningscomplex met verschillende horecazaken, een auditorium en tentoonstellingsruimte.

#### Train City
Op 21 juni 2003 werd er in de buik van de pier een themapark over treinen geopend. In 'Train City' werd op een attractieve en interactieve manier de geschiedenis van de trein belicht. Op niveau -1 bevond zich een collectie miniatuurtreinen van Märklin, op niveau -2 een bioscoop met beweegbare stoelen en in het centrale gedeelte van de pier was een tentoonstelling over acht landen waar de trein een belangrijke rol speelde. Daarnaast werden er een drietal gereconstrueerde rijtuigen tentoongesteld, een rijtuig van de Wagons-Lits, de Trans Europ Express en de eerste Belgische treinrit. Ook de privécollectie van verzamelaar Frans Bevers kreeg een plaatsje in het museum. Een M2-rijtuig stond voor de pier opgesteld.
De bezoekerscijfers bleven echter onder de verwachtingen en eind 2004 ging Pier Station NV (de uitbater van Train City) failliet.

#### Storms Expo
Van 2012 tot in 2017 was er op de voormalige locatie van Train City een expositie met als thema stormen. De expo liet bezoekers zien en voelen hoe stormen waaien, wat de invloed ervan is, en wat de gevolgen zijn voor natuur, mens en dier. Blikvanger van de expo was een orkaansimulator waar snelheden tot 140 km/u werden nagebootst. KMI-meteoroloog David Dehenauw hielp de expo mee opzetten.
Op 12 november 2017 werd de expo gesloten.

##### Heropbouw wandelweg 2021-2023
De 259 m lange wandelweg (gangway) werd niet gerenoveerd toen het kopgebouw rond de eeuwwisseling grondig werd aangepakt. Door betonrot raakte de wandelweg in een dermate slechte staat dat afbraak en heropbouw de enige optie was. Reeds vele jaren was de doorgang onder de pier op het zachte zand tot aan de hoogwaterlijn opgevuld met zand omdat er een reëel risico was op vallende brokstukken. In december 2021 werd dan ook gestart met de afbraakwerken, om vervolgens een nieuwe wandelweg te bouwen volgens de originele plannen, maar met materialen die beter tegen de weerselementen bestand zijn. De werken moesten oorspronkelijk in 2025 klaar zijn, maar waren twee jaar eerder klaar, in 2023.

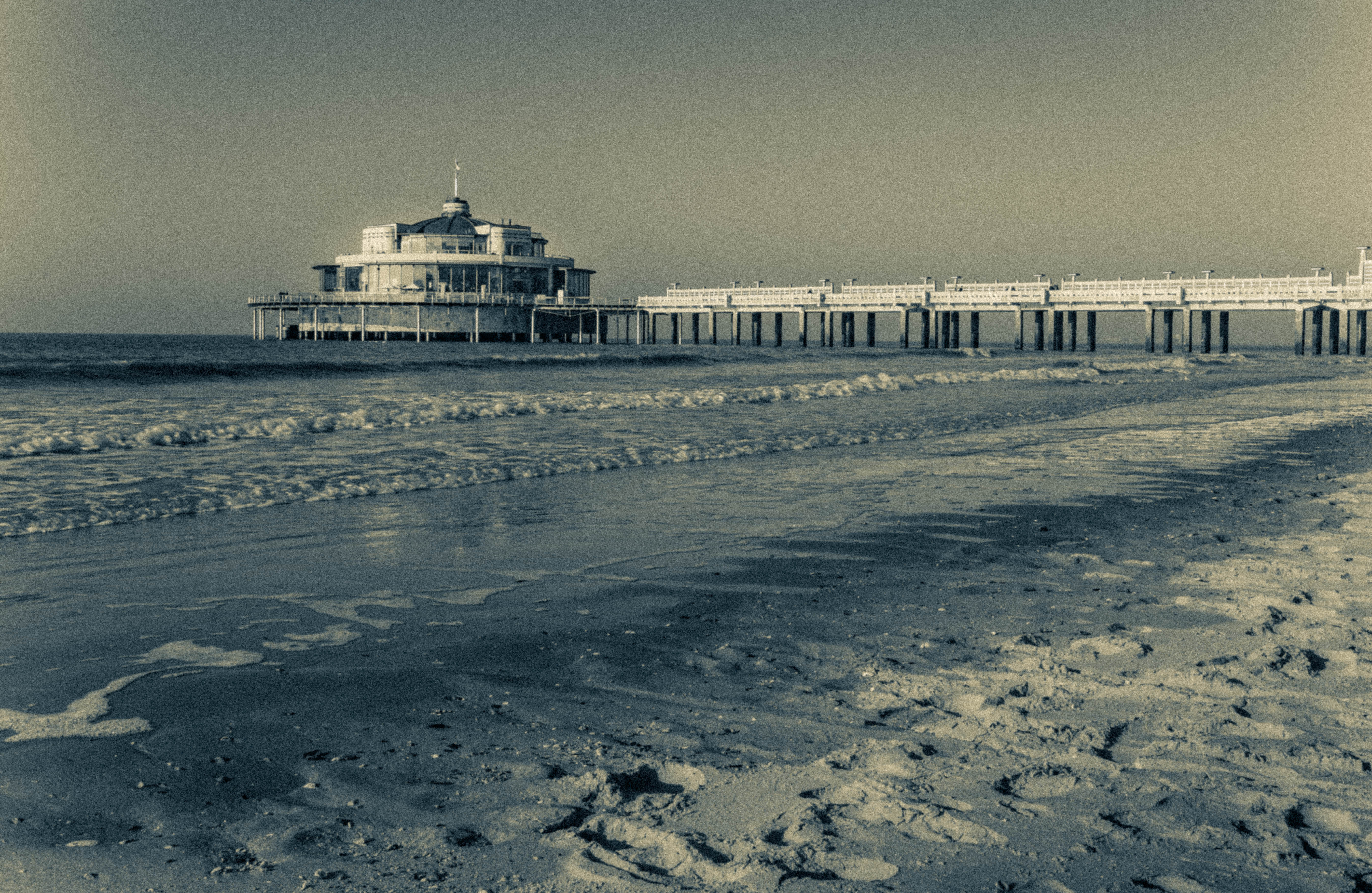
Belgium Pier 2017